# 1990 RM5
1990 RM5 är en asteroid i huvudbältet som upptäcktes den 15 september 1990 av den amerikanske astronomen Henry E. Holt vid Palomarobservatoriet.
Asteroiden har en diameter på ungefär 3 kilometer.